# Decoriplus pictus
Decoriplus pictus is een keversoort uit de familie zwartlijven (Tenebrionidae). De wetenschappelijke naam van de soort is voor het eerst geldig gepubliceerd in 1871 door Haag.